# Лазерная рентгеновская микроскопия
Ла́зерная рентге́новская микроскопи́я (flash diffractive imaging, Femtosecond diffractive imaging) — разновидность рентгеноструктурного анализа, основанного на дифракции рентгеновских лучей на исследуемом объекте. В отличие от традиционного рентгеноструктурного анализа, исследуется одиночные молекулы и их сочетания.
Для получения и дальнейшей регистрации дифракционной картины на одиночном объекте требуется:
- высокая концентрация энергии излучения на исследуемом объекте как из-за его размера (традиционный рентгеноструктурный анализ имеет дело с кристаллами из исследуемых объектов), так и из-за ограниченной чувствительности принимающей аппаратуры (при недостаточной энергии не удастся зафиксировать картину);
- малое время экспонирования, так как вследствие высокой концентрации энергии объект неизбежно разрушается излучением. Характерные временные интервалы — несколько фемтосекунд (10−15 с);
- высокая пространственная когерентность излучения (длина когерентности должна быть по крайней мере сравнима с длиной оптического пути прибора), в противном случае из-за малого времени экспонирования возникающее искажение фазы не позволит сформировать устойчивую дифракционную картину.